# Martin-Luther-Kirche (Gliwice)

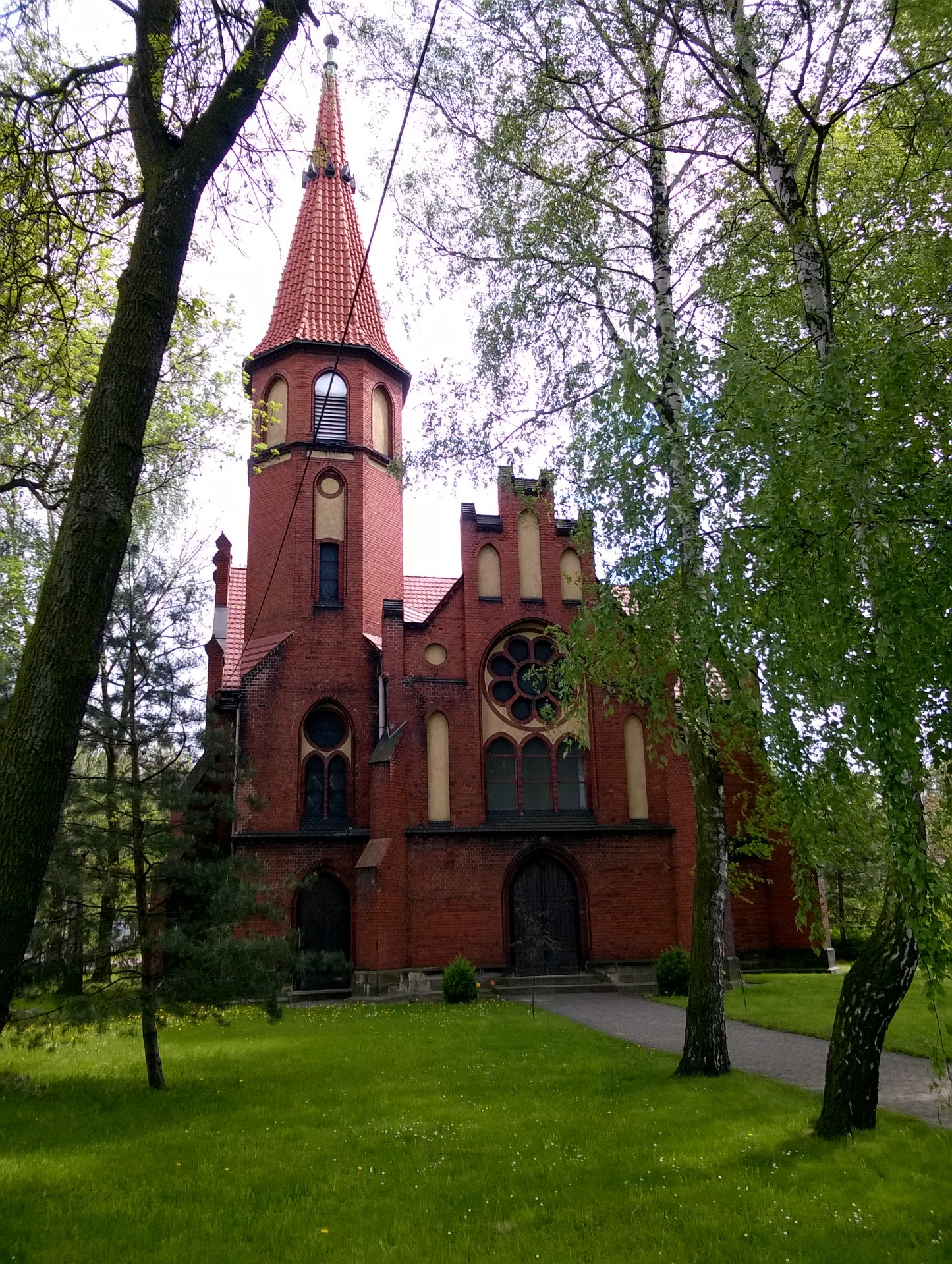
Blick auf die Martin-Luther-Kirche

Die Martin-Luther-Kirche (polnisch Kościół Marcina Lutra) im oberschlesischen Gliwice (Gleiwitz) ist eine evangelische Filialkirche. Die Kirche im neogotischen Stil stammt aus dem frühen 20. Jahrhundert und ist dem Theologen und Reformator Martin Luther (1483–1546) geweiht. Die Martin-Luther-Kirche gehört der Evangelisch-Augsburgischen Gemeinde in Gliwice (Gleiwitz) an. Sie befindet sich an der Ulica Strzelców Bytomskich 18 im Stadtteil Łabędy (Laband).
Zur Gemeinde gehören auch die Erlöserkirche in Gliwice und die Peter-Paul-Kirche in Pyskowice (Peiskretscham).

## Geschichte
Bis zum Beginn des 20. Jahrhunderts wurden die Protestanten von Laband durch Geistliche aus Gleiwitz betreut. Der Bau einer evangelischen Kirche für Laband begann 1900 und die Kirche wurde 1902 geweiht. Zum 25. Jubiläum der Kirche wurde diese restauriert und der Jahrestag wurde am Sonntag, den 25. September 1927 mit einem Festtag begangen. Zu diesem Anlass war General-Superintendent D. Zänker erschienen, der die Festpredigt hielt. Zudem fand eine Tagung der evangelischen Frauenhilfe statt.
Nach dem Einmarsch der Sowjetarmee in Laband wurde die Kirche von den Sowjets konfisziert und als Schmiede genutzt. 1948 konnten die Protestanten die Kirche zurückgewinnen. Nach einer erneuten Renovierung fand am 16. Oktober 1949 ein feierlicher Gottesdienst mit Bischof Jan Szeruda statt. 2002 feierte die Gemeinde das 100-jährige Bestehen.

## Architektur
Bei der Martin-Luther-Kirche handelt es sich um ein neogotisches Bauwerk mit einer roten Ziegelsteinfassade und Dekorationselementen aus Putz. Sie besitzt einen einzelnen Kirchturm.